# 羅漢奇花介
羅漢奇花介（学名：Perissocytheridea lohanna）为荊花介科奇花介屬下的一个种。